# Villequier-Aumont

Villequier-Aumont este o comună în departamentul Ain, Franța. În 1 ianuarie 2022 avea o populație de 675 de locuitori.